# Alcanadas
Alcanadas é uma aldeia do município da Batalha, estando metade na freguesia do Reguengo do Fetal e metade na freguesia da Batalha.
Tem como património uma igreja de meados do século XVI. No século XIX teve uma exploração mineira.
No verão, em agosto, costuma celebrar-se uma festa de 3 dias em memória de Nossa Senhora do Ó e de São Mateus.
Alcanadas tem, entre outros, um clube desportivo, e em tempos teve um rancho folclórico.